# Loge-au-Loup

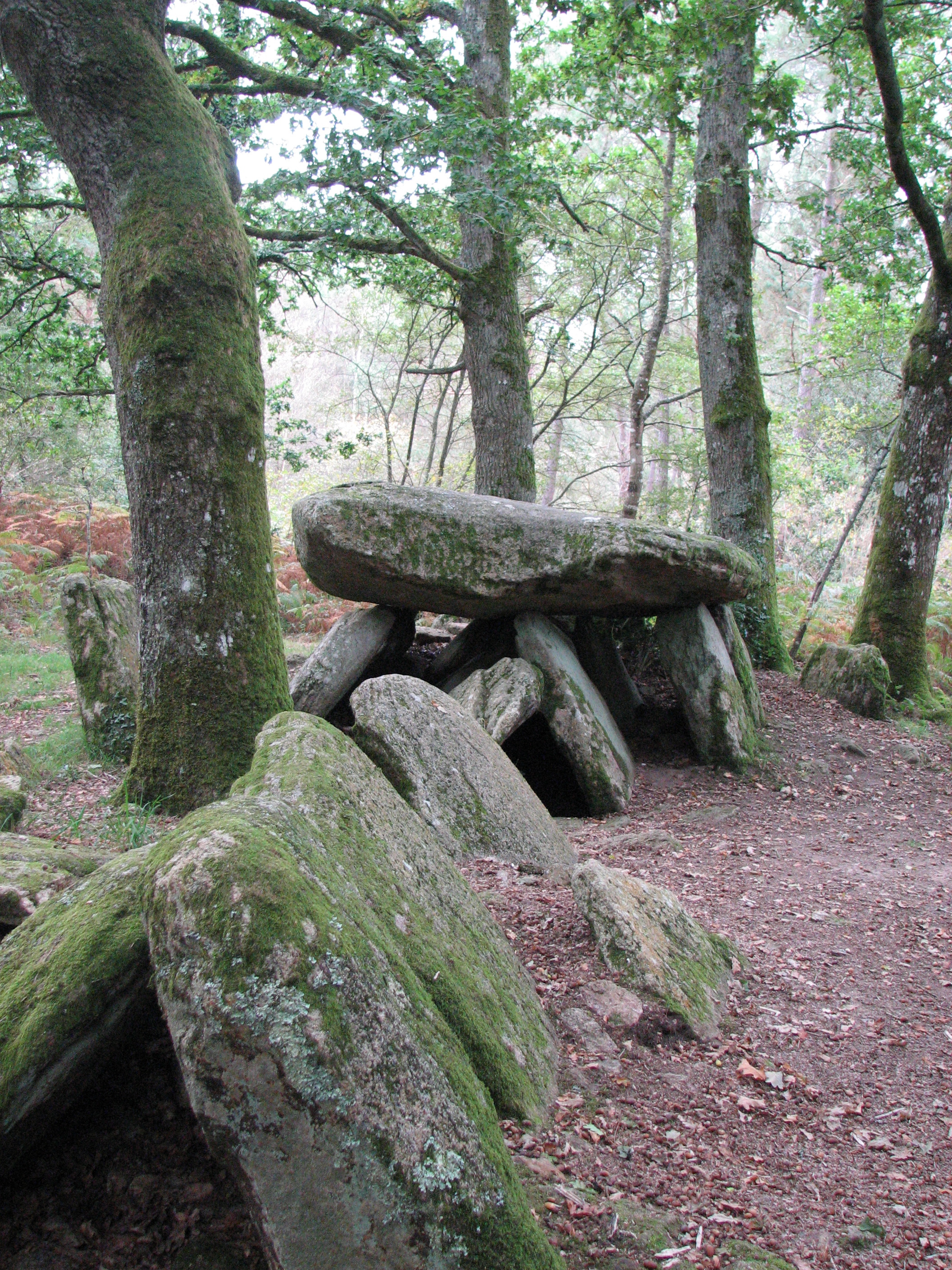
Loge-au-Loup

Die Loge-au-Loups (auch Loge-aux-Loups; deutsch „Wolfsbau“) ist ein Galeriegrab vom Typ arc-boutée in Kerfily bei Trédion im bretonischen Département Morbihan in der Bretagne in Frankreich. Die Orthostaten der Allee sind gegeneinander gestellt. Im besser erhaltenen Teil tragen seitliche Orthostaten einen Deckstein. Reste eines Hügels sind noch erkennbar.

## Beschreibung
Die Benennung der Loge-aux-Loups als Dolmen – auch in der Base Mérimée – ist umstritten.
Anlagen des Typs arc-boutée sind in Morbihan selten, finden sich aber in Lesconil (z. B. Ti ar C’horriged und Castel-Ruffel), alle im Finistère.

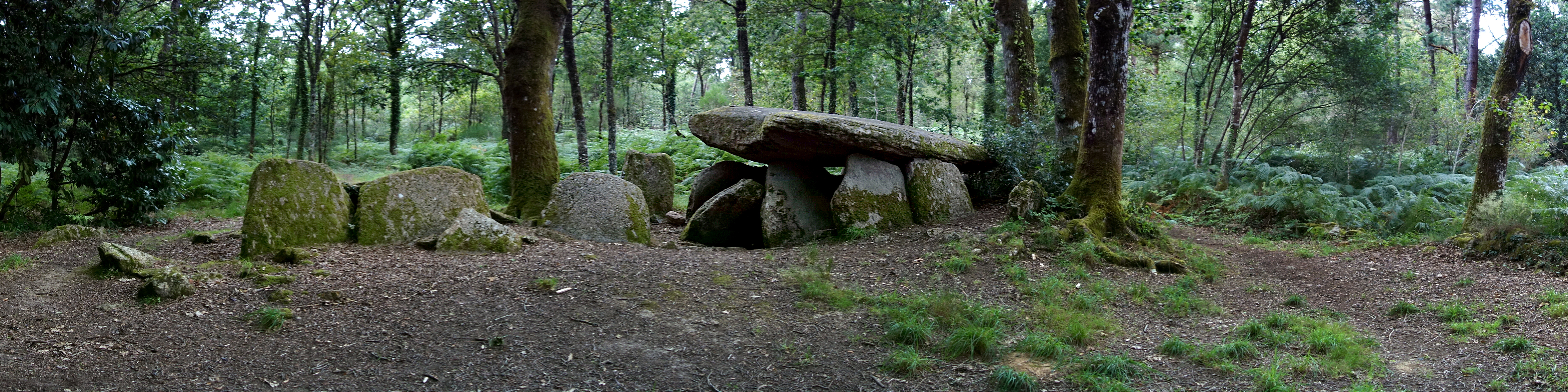
Loge-au-Loup